# Rivil
Rivil rivier in Beleriand in De Silmarillion van J.R.R. Tolkien.
De Rivil was de noordelijkste zijrivier van de Sirion. De bron van de Rivil lag op het plateau van Dorthonion. Hij stroomde van de hoogvlakte af in de moerassen van Serech voor hij samenvloeide met de Sirion.